# Международный год языков
Генеральная Ассамблея ООН объявила 2008 год Международным годом языков, в соответствии с резолюцией ЮНЕСКО. В резолюции также была повторно подтверждена необходимость достижения полного равенства среди 6 официальных языков веб-сайта ООН.
Основными задачами года являются: адресация проблем лингвистического разнообразия (в контексте культурного разнообразия), должное внимание ко всем языкам, а также многоязычие. В резолюции также были подвержены обсуждению языковые вопросы, возникшие в самой ООН. 
21 февраля 2008 года, в Международный день родного языка, ЮНЕСКО приступил к координации соблюдения задач года.

## Соблюдение задач
В дополнение к официальным мероприятиям, проводимым ЮНЕСКО, различные национальные, академические и неправительственные организации проспонсировали различные мероприятия, размещение веб-страниц и соблюдение задач года. На сайте ЮНЕСКО частные лица и организации разместили список таких проектов.